# Fekete Bálint
Fekete Bálint (Gyula, 1995. június 27. –) magyar kézilabdázó, 2019 nyarától a Dabasi KK játékosa.

## Pályafutása
2011-ben igazolt A Pick Szegedhez az Erste-Békési FKC-től. 2013 januárjában meghívót kapott az ifjúsági válogatott keretébe. 2017 nyarán a magyar felnőtt válogatott keretébe is meghívást kapott. Június 16-án, a Lettország ellen 35-23-ra megnyert EB-selejtezőn góllal mutatkozott be a nemzeti csapatban.
Tagja volt a csongrádi együttes bajnokcsapatának a 2017-18-as szezonban. 2018 nyarán a spanyol La Rioja játékosa lett. A 2018–2019-es szezonban a spanyol élvonalban 37 gólt lőtt harminc mérkőzésen és az EHF-kupában is szerepelhetett. 2019 nyarán a bajnokságban második helyen végző Liberbank Cuenca csapatában folytatta pályafutását. 2020 nyarán hazaigazolt Magyarországra és a Dabas játékosa lett.

## Sikerei, díjai
- Magyar bajnok (1): 2018

## Külső hivatkozás
- pickhandball[halott link]